# Aurélie Charon
Pour les articles homonymes, voir Charon.
Aurélie Charon est une animatrice de radio et journaliste française, née en 1985.
Depuis 2017, elle anime et produit l'émission hebdomadaire Une vie d'artiste sur France Culture. Son travail radiophonique se concentre principalement sur la jeunesse et les artistes contemporains.

## Biographie
Aurélie Charon est titulaire d'un master de journalisme de l'Institut d'études politiques de Paris. Elle a également étudié à la faculté de théâtre de l'université Sorbonne Nouvelle (Paris III).  
Elle a collaboré à l'émission Esprit critique de Vincent Josse sur France Inter en y faisant des chroniques sur New York.
En 2011, elle réalise en binôme avec Caroline Gillet, l'émission documentaire Alger, nouvelle génération sur une « génération “sacrifiée” mais pleine d'espoirs ». Le duo réalise aussi un téléfilm documentaire intitulé Un été à Alger, diffusé en 2012.
De 2011 à 2015, elle anime et présente L'Atelier intérieur sur France Culture, une émission sur les différentes formes de création contemporaine. En 2015, l'émission change de nom et devient Backstage.
En 2014, elle anime sur France Inter, Underground Democracy, une série d'émissions sur la jeunesse à Moscou, Téhéran, Gaza et Alger.
À l'été 2016, elle anime et produit la série Jeunesse 2016, sur France Culture, série de courtes émissions sur ce que pensent et vivent les personnes entre 17 et 30 ans en France. Cette série s'inscrit à la suite d'Une série française sur France Inter qui répondait aux mêmes thèmes avec un format plus long. 
Depuis 2017, elle anime et produit, toujours sur France Culture, Une vie d'artiste, où elle discute avec un ou plusieurs artistes de leur processus de création.
Depuis 2010, elle fait régulièrement des piges au quotidien Libération.

## Publication
- 2019 : C'était pas mieux avant, ce sera mieux après, Éditions de l'Iconoclaste, Paris  (ISBN 2378800738)

## Théâtre
- Depuis 2013 : Radio live, Aurélie Charon, Caroline Gillet et Amélie Bonnin[9] Spectacle créé le 21 septembre 2013 à la Villa Méditerranée (Marseille).

## Filmographie
Sauf indication contraire, les informations mentionnées dans cette section peuvent être confirmées par les bases de données cinématographiques  présentes dans la section « Liens externes ».
- 2012 : Un été à Alger (téléfilm documentaire) - coréalisé avec Caroline Gillet
- 2017 : La Bande des Français (téléfilm documentaire) - coréalisé avec Amélie Bonnin